# Annum ingressi sumus
Annum ingressi sumus ist ein Apostolisches Schreiben von Papst Leo XIII. anlässlich des 25. Jahrestages seines Pontifikats. Es wurde am 19. März 1902 veröffentlicht. Man bezeichnet das Schreiben als „Testament“ des Papstes, da er ein Resümee seines Pontifikats zieht, aber auch gleichzeitig auf die weitere Entwicklung hinweist.

## Sein Testament
Leo XIII. beschreibt den tieferen Grund seines Schreiben selbst „als das „Testament“, welches Wir, dem Ende nahe, der Menschheit mit dem innigsten Wunsche für das Wohl der Völker hinterlassen wollen!“ Er fasst wichtige Grundsätze zusammen, schafft einen Überblick über zentrale kirchliche Themen und gibt Hinweise für die Zukunft.

### Danksagung
Zum Beginn seines 25. Jahrestag der Amtsübernahme richtet er zunächst seinen Dank an Gott, der es ihm erlaubt habe, so viele Jahre die Regierung zu führen. Der weitere Dank geht an die Bischöfe, er lobt ihren Arbeitseifer und ruft die Schwierigkeiten in Erinnerung, mit denen seine „Ehrwürdigen Brüder“ kämpfen mussten.

## Kampf gegen die Kirche
Im nächsten Abschnitt beschreibt er die Entstehung des Kampfes gegen die Kirche und analysiert die Formen und Anlässe, die zu diesen Auseinandersetzungen geführt hätten. Er beschreibt die Art der Entstehung und erklärt, dass bereits Jesus Christus dieses vorausgesagt habe: „Wenn euch die Welt hasst, so wisset, dass sie mich vor Euch gehasst hat.“ (Joh. 15,18). Leo erklärt, dass dieser Hass unbegründet sei, denn Jesu Absicht habe darin gelegen, die Menschheit in Frieden und Eintracht zu verbrüdern. Als verschiedene Formen des Kampfes gegen die Kinder Gottes nennt Leo: Die rohe Gewalt, die Irrlehren, den Unglaube und den Cäsaropapismus (Vereinigung der weltlichen und kirchlichen Macht in der Hand eines weltlichen Herrschers), ferner die freie Forschung, die Aufklärung, den Skeptizismus und die Religionslosigkeit.

## Die unheilvollen Folgen und Heilmittel
Aus diesen heilslosen Kampf seien unheilvolle Folgen entstanden, die das Fundament der Religion bedrohten, Gerechtigkeit und Sittlichkeit seien durch heidnische Weltanschauungen zersetzt. Im Einzelnen hält er für besonders unheilvoll: Die unabhängige Moral, die Zerrüttung der Familie, der Zerfall der sozialen Ordnung, dem Egoismus im politischen Leben und den Anarchismus. Gegen diese Folgen nennt er in seinem Schreiben auch Heilmittel, die zu Änderungen führen könnten, und unterscheidet hier gute und falsche Heilmittel.

### Gute und falsche Heilmittel
Der Papst stellt einen Katalog der Heilmittel auf, von denen er meint, dass sie die so schwer drückenden Übel beheben könnten. Es sei die oberste Pflicht, die Menschen, welche in hervorragenden Stellungen sind, zu ermahnen und zu beschwören, geeignete Heilmittel zu suchen und diese mit Nachdruck anzuwenden.

#### Falsche Mittel
Zum Bereich der falschen Mittel zählt Leo XIII.: Freiheit ohne Zügel, Unterricht ohne Religion und Kulturfortschritt ohne Gott.

#### Richtige Mittel
Hierzu zählen für den Papst: Christliche Freiheit, Fortschritt und Unterricht sowie die Rückkehr zur katholischen Kirche.

## Gegen die guten Absichten der Kirche
Mit den Verleumdungen, die Kirche sei eine Feindin der Kultur, der Freiheit und des Staates, versuche man, die Absichten der Kirche zu diskreditieren. „Aber die Kirche hört doch nicht auf, aller Welt zu verkünden, dass Christus befahl, dem Kaiser zu geben, was des Kaisers ist und Gott, was Gottes ist; sie hat so den bleibenden und unveränderlichen Unterschied der beiden Gewalten festgesetzt, die beide in ihrer Ordnung die höchsten sind; eine segensreiche Unterscheidung, welche zur Entwickelung der christlichen Gesinnung viel beigetragen hatte“.

## Verfolgung durch die Freimaurerei
Er richtet massive Vorwürfe gegen die Freimaurerei und sagt, dass ihr Zweck die Vernichtung von Staat und Kirche sei. Von den Freimaurern werde die Kirche verfolgt, sie seien die Initiatoren dieser Kampagnen. „....der in jüngster Zeit an vielen Orten gleichzeitig auflodernde Brand des Hasses, für den man keinen hinreichenden Grund findet, die gleichen Mittel, diesen Brand zu schüren, die Frechheit der Tagesblätter, der Tumult der öffentlichen Versammlungen, die Ausgelassenheit der Theatervorstellungen, die gleiche Art und Weise, die Massen aufzureizen durch schmachvolle Verleumdungen, das alles weist hin auf Gleichheit der Gesinnungen und auf einen einzigen Anführer“. Die größte Gefahr sehe er in der Verfolgung des Priestertums, sowie der Bemächtigung religiöser Orte; die Angriffe auf den Heiligen Stuhl denen sich der Papst in einem außergewöhnlichen Maße ausgesetzt fühle, zeuge davon, dass die Freimaurer die Beraubung des göttlichen Stuhls vorantreiben wollen.

### Schädigung der Ordnung
Die Verfolgung der Kirche und die Beraubung des göttlichen Stuhls gereichen aber nur dem Staate zum Verderben, denn die Schädigung der gesellschaftlichen Ordnung sei auch eine Beschädigung des Staates: „Dies ist nun einmal so, dass die gegen die Religion gerichteten Angriffswaffen sich gegen die Gesellschaft richten. Wie nämlich Gott den Menschen für die Gesellschaft geschaffen und gebildet, so hat er in seiner Vorsehung auch die Kirche gegründet“.

## Ausblick in die Zukunft
Leo XIII. gibt in seinem Testament auch Hinweise für die Zukunft, welche er besonders darin sieht, dass er den Sieg der Kirche erwarte. Seine Hoffnung sei die Einheit der Kirche. Auch die christlichen Vereine gäben der Kirche den Mut zur Verteidigung und zuletzt sei er sicher, dass die Kirche unter den Heiden wachse.

## Exhortatio
In seiner Exhortatio ruft er alle Bischöfe auf, ihr Hirtenamt eifrig zu versehen, damit das Reich Gottes auf Erden beschützt werde. Er wendet sich auch an die Laien und hofft, dass der Klerus in ihnen eine kräftige Stütze finden würde: „Hauptsache aber bei dieser Ordnung und Disziplin ist die willige und vertrauensvolle Unterwerfung unter die Weisungen des Apostolischen Stuhles. Auf diese Weise hören die Meinungsstreitigkeiten auf, und alle streben gemeinschaftlich nach dem einen Ziele, dem Siege Jesu Christi in seiner Kirche den Weg zu bereiten“.